# Ford Mondeo (1993)
Ford Mondeo er en stor mellemklassebil produceret af Ford Motor Company. Denne artikel omhandler den første modelgeneration, som har den interne typekode GBP/BNP, og som blev produceret i årene 1993 til 1996.

## Historie
Den første generation af Mondeo gik i produktion i februar 1993 og kom på markedet den 4. marts 1993. Herefter blev modellen bygget frem til juli 1996.
Mondeo fandtes som firedørs sedan, femdørs combi coupé (kaldet hatchback) og femdørs stationcar (af Ford benævnt Turnier, eller i Danmark Stationsvogn). I modsætning til forgængeren Sierra fandtes Mondeo ikke med tredørs karrosseri, og heller ikke som pick-up.
I modsætning til Sierra var Mondeo forhjulstrukket (med undtagelse af en firehjulstrukket version, som blev leveret med 2,0 16V-motoren neddroslet til 132 i stedet for 136 hk). Udviklingen af Mondeo foregik delvis hos Ford amerikanske afdeling i Michigan, og delvis hos den europæiske afdeling.
Modellen blev valgt til Årets Bil i Europa 1994.

## Motorer
Sammen med den nye platform brugte Mondeo'en Fords nye Zetec-benzinmotorer, som forinden havde haft premiere i 1992-modellerne af Escort/Orion og Fiesta.
Mondeo fandtes i starten med tre forskellige versioner af den 16-ventilede Zetec-motor. 1,6'eren fra Escort med en maksimal effekt på 66 kW (90 hk) var basismotor, fulgt af en version af 1,8'eren med 85 kW (115 hk) som ligeledes blev brugt i Escort og Fiesta (hvor den fandtes med 77 kW (105 hk) og 96 kW (130 hk)). Placeret over disse motorer havde en ny 2,0'er med 100 kW (136 hk) premiere i Mondeo. De to mindste motorer blev i sommeren 1994 lettere modificeret for at kunne opfylde Euro 2-normen, hvilket reducerede effekten en smule.
De nye 16V-benzinmotorer i Mondeo '93 hørte dengang til de mest moderne i mellemklassen.
Fra midten af 1993 kunne Mondeo som alternativ til Zetec-motorerne leveres med en Endura-D-turbodieselmotor på 1,8 liter med 65 kW (88 hk) eller 66 kW (90 hk). Denne motor var teknisk set en opboret version af den gamle 1,6-dieselmotor fra Fiesta og Escort, og havde allerede været benyttet i Sierra, dog med 55 kW (75 hk) og uden ladeluftkøler. Den blev i modificeret form benyttet i bl.a. fjerde generation af Mondeo helt frem til 2010.
En yderligere motor blev introduceret i sommeren 1994 i form af den 24-ventilede 2,5 V6 Duratec-motor med 125 kW (170 hk), som primært var tilegnet markeder hvor man ikke foretrak firecylindrede benzinmotorer, og hovedsageligt var henvendt til finere europæiske købere. Denne motor, som først blev introduceret i Mondeoens nordamerikanske søstermodel, Ford Contour, var kendetegnet ved kædetrukne knastaksler, og sin evne til kun at bruge halvdelen af sine 24 ventiler ved lave motoromdrejninger. Motoren blev oprindeligt navngivet 24V (da ventilantallet dengang var det vigtigste), men blev senere omdøbt til V6.

## Udstyrsvarianter
Udstyret gik fra basismodellen CLX over den bedre udstyrede GLX-model til topmodellen Ghia. I perioder fandtes der også specialmodeller med navne som Festival, Fashion og Skylight. Når firehjulstrukne versioner og versioner med automatgear tælles med, omfattede Mondeo-modelprogrammet i 1993 tilsammen 40 forskellige varianter.

## Design og teknik
Designet på Mondeo blev slået fast allerede i 1986. Et af de vigtigste punkter var "Større kabine ved uændrede, kompakte udvendige mål". Dette betød et farvel til Sierras baghjulstræk, men stadigvæk karrosseri i "Cab-Forward-Design". Mondeo blev designet med en dybt placeret motorhjelm, hvor forruden var placeret ca. 20 cm længere nede end på Sierra hvilket blev muliggjort af den tværliggende motor. Ved en næsten uændret længde voksede akselafstanden 10 cm og bredden med 5 cm. Det ca. 34 mm større indstillingsområde for forsæderne gav bagsædepassagerne ca. 2 cm mere benplads end hidtil.
For at give stationcarversionen et så dybt og bredt bagagerum som muligt, fik den et specielt baghjulsophæng bestående af tre tværled og et langsled.
Mondeo havde indvendigt ventilerede skivebremser på forhjulene, og bagtil 229 mm store tromlebremser (med undtagelse af 4×4- og V6-modellerne, som havde massive skivebremser på baghjulene).
Med de nye 16V- og 24V-benzinmotorer hørte Mondeo dengang til de mest moderne biler i den store mellemklasse. Også den med hjælp fra eks-racerkøreren Jackie Stewart afstemte undervogn gjaldt som forbillede for konkurrenterne. Optikken blev af fagpressen delvist kritiseret som værende for tilbageholdende, hvilket blev korrigeret i sommeren 1996.
- Bagfra
- Ford Mondeo sedan (1993–1996)
- Ford Mondeo Turnier (1993–1996)

## Sikkerhed
Det svenske forsikringsselskab Folksam vurderer flere forskellige bilmodeller ud fra oplysninger fra virkelige ulykker, hvorved risikoen for død eller invaliditet i tilfælde af en ulykke måles. I rapporterne Hur säker är bilen? er/var Mondeo i årgangene 1993 til 2000 klassificeret som følger:
- 1999: Mindst 40 % bedre end middelbilen[3]
- 2001: Mindst 20 % bedre end middelbilen[4]
- 2003: Mindst 15 % bedre end middelbilen[5]
- 2005: Mindst 15 % bedre end middelbilen[6]
- 2007: Som middelbilen[7]
- 2009: Som middelbilen[8]
- 2011: Som middelbilen[9]
- 2013: Som middelbilen[10]
- 2015: Mindst 20 % dårligere end middelbilen[11]
- 2017: Mindst 20 % bedre end middelbilen[12]

## Tekniske data
|                                                | 1.6 16V             | 1.6 16V             | 1.8 16V                         | 1.8 16V                         | 2.0 16V                                     | 2.5 24V/V6           | 1.8 TD                    | 1.8 TD                    |
| Byggeår                                        | 2/1993−6/1994       | 7/1994−7/1996       | 2/1993−6/1994                   | 7/1994−7/1996                   | 2/1993−7/1996                               | 7/1994−7/1996        | 6/1993−7/1996             | 6/1993−7/1996             |
| Motordata                                      |                     |                     |                                 |                                 |                                             |                      |                           |                           |
| Motortype                                      | R4-benzinmotor      | R4-benzinmotor      | R4-benzinmotor                  | R4-benzinmotor                  | R4-benzinmotor                              | V6-benzinmotor       | R4-dieselmotor            | R4-dieselmotor            |
| Antal ventiler pr. cylinder                    | 4                   | 4                   | 4                               | 4                               | 4                                           | 4                    | 2                         | 2                         |
| Ventilstyring                                  | DOHC, tandrem       | DOHC, tandrem       | DOHC, tandrem                   | DOHC, tandrem                   | DOHC, tandrem                               | 2 × DOHC, kæde       | OHC, tandrem              | OHC, tandrem              |
| Fødesystem                                     | Multipoint          | Multipoint          | Multipoint                      | Multipoint                      | Multipoint                                  | Multipoint           | Hvirvelkammer             | Hvirvelkammer             |
| Trykladning                                    | –                   | –                   | –                               | –                               | –                                           | –                    | Turbolader, ladeluftkøler | Turbolader, ladeluftkøler |
| Køling                                         | Vandkøling          | Vandkøling          | Vandkøling                      | Vandkøling                      | Vandkøling                                  | Vandkøling           | Vandkøling                | Vandkøling                |
| Motorkode                                      | L1F                 | L1J                 | RKA                             | RKB                             | NGA                                         | SEA                  | RFN, RFM                  | RFD, RFK                  |
| Boring × slaglængde                            | 76,0 × 88,0 mm      | 76,0 × 88,0 mm      | 80,6 × 88,0 mm                  | 80,6 × 88,0 mm                  | 84,8 × 88,0 mm                              | 82,4 × 79,5 mm       | 82,5 × 82,0 mm            | 82,5 × 82,0 mm            |
| Slagvolume                                     | 1597 cm³            | 1597 cm³            | 1796 cm³                        | 1796 cm³                        | 1988 cm³                                    | 2544 cm³             | 1753 cm³                  | 1753 cm³                  |
| Kompressionsforhold                            | 10,3:1              | 10,3:1              | 10,0:1                          | 10,0:1                          | 10,0:1                                      | 9,7:1                | 21,5:1                    | 21,5:1                    |
| Maks. effekt ved omdr./min.                    | 66 kW (90 hk) 5250  | 65 kW (88 hk) 5250  | 85 kW (115 hk) 5750             | 82 kW (112 hk) 5750             | 100 kW (136 hk) 6000                        | 125 kW (170 hk) 6250 | 65 kW (88 hk) 4500        | 66 kW (90 hk) 4500        |
| Maks. drejningsmoment ved omdr./min.           | 138 Nm 3500         | 128 Nm 3500         | 158 Nm 3750                     | 158 Nm 3750                     | 180 Nm 4000                                 | 220 Nm 4250          | 178 Nm 2000               | 180 Nm 2000               |
| Kraftoverførsel                                |                     |                     |                                 |                                 |                                             |                      |                           |                           |
| Drivende hjul (standardudstyr)                 | Forhjul             | Forhjul             | Forhjul                         | Forhjul                         | Forhjul                                     | Forhjul              | Forhjul                   | Forhjul                   |
| Drivende hjul (ekstraudstyr)                   | –                   | –                   | –                               | –                               | Alle                                        | –                    | –                         | –                         |
| Gearkasse (standardudstyr)                     | 5-trins manuel      | 5-trins manuel      | 5-trins manuel                  | 5-trins manuel                  | 5-trins manuel                              | 5-trins manuel       | 5-trins manuel            | 5-trins manuel            |
| Gearkasse (ekstraudstyr)                       | –                   | –                   | 4-trins automatisk              | 4-trins automatisk              | 4-trins automatisk                          | 4-trins automatisk   | –                         | –                         |
| Præstationer (sedan og combi coupé)            |                     |                     |                                 |                                 |                                             |                      |                           |                           |
| Topfart                                        | 180 km/t            | 180 km/t            | 195 km/t (179 km/t)             | 195 km/t (179 km/t)             | 209 km/t (194 km/t) [203 km/t]              | 225 km/t (210 km/t)  | 181 km/t                  | 181 km/t                  |
| Acceleration 0-100 km/t                        | 13,7 sek.           | 13,7 sek.           | 11,1 sek. (13,8 sek.)           | 11,1 sek. (13,8 sek.)           | 9,7 sek. (11,9 sek.)                        | 8,6 sek. (10,4 sek.) | 13,7 sek.                 | 13,7 sek.                 |
| Brændstofforbrug pr. 100 km ved blandet kørsel | 7,1 liter Blyfri 95 | 7,1 liter Blyfri 95 | 6,8 liter (7,5 liter) Blyfri 95 | 6,8 liter (7,5 liter) Blyfri 95 | 7,5 liter (7,7 liter) [8,4 liter] Blyfri 95 | 8,2 liter Blyfri 95  | 6,4 liter Diesel          | 6,4 liter Diesel          |
| Præstationer (stationcar)                      |                     |                     |                                 |                                 |                                             |                      |                           |                           |
| Topfart                                        | 175 km/t            | 175 km/t            | 190 km/t (174 km/t)             | 190 km/t (174 km/t)             | 199 km/t (189 km/t) [198 km/t]              | 215 km/t (200 km/t)  | 176 km/t                  | 176 km/t                  |
| Acceleration 0-100 km/t                        | 13,9 sek.           | 13,9 sek.           | 11,4 sek. (14,1 sek.)           | 11,4 sek. (14,1 sek.)           | 9,9 sek. (12,1 sek.)                        | 8,7 sek. (10,4 sek.) | 14,1 sek.                 | 14,1 sek.                 |
| Brændstofforbrug pr. 100 km ved blandet kørsel | 7,9 liter Blyfri 95 | 7,7 liter Blyfri 95 | 7,4 liter (8,3 liter) Blyfri 95 | 7,4 liter (8,3 liter) Blyfri 95 | 8,4 liter (8,3 liter) [8,7 liter] Blyfri 95 | 9,0 liter Blyfri 95  | 7,1 liter Diesel          | 7,1 liter Diesel          |

1. ↑  2.0: Maks. effekt for 4×4 97 kW (132 hk)
2. ↑  2.0: Med modificeret indsugning i Østrig frem til deres indtræden i EU samt i Schweiz også som Mondeo RS med 105 kW (143 hk)
3. 1 2  Værdier i runde parenteser gælder for versioner med automatgear, og i kantede parenteser for versioner med firehjulstræk

## Efterfølger
I august 1996 startede produktionen af en teknisk identisk efterfølger, som kom på markedet tre måneder senere.

## Motorsport

### BTCC
Andy Rouse indsatte i British Touring Car Championship fra 1993-sæsonen to Mondeo '93'ere. Selv om bilerne først var klar fra midten af sæsonen, lykkedes det newzealænderen Paul Radisich med tre priser at komme på tredjepladsen. I den første hele sæson, 1994, vandt han en ny tredjeplads, denne gang dog kun med to priser. Mere succesfuld var Radisich ved rallybilsmesterskabet, som på dette tidspunkt blev udskilt som enkeltløb. I 1993 vandt han løbet i Monza, og kunne på ny vinde i 1994 i Donington Park. I de følgende år var bilerne dog kun lejlighedsvist klar til løb, men bevægede sig som oftest i midterfeltet. Dette ændrede sig først i 2000, da mesterskabet mistede sin betydning og der nu kun var tre fabriksteams med hver tre kørere. Denne gang vandt Alain Menu titlen foran begge sine teamkolleger Anthony Reid og Rickard Rydell.

### STW
Sammen med begge fabrikkerne Wolf og Eggenberger udviklede Ford en racerbil til brug i Super Tourenwagen Cup på basis af den i BTCC indsatte Mondeo '93. Den forhjulstrukne bil var udstyret med en 2,0-liters V6-motor fra Cosworth, som ydede ca. 220 kW (300 hk). Problematisk var det i reglementet foreskrevne maksimale omdrejningstal på 8500 omdr./min., hvilket reducerede den omdrejningsvillige V6-motors høje effekt meget. Samtlige konkurrenter kørte med firecylindrede rækkemotorer, som havde et betydeligt stærkere drejningsmomentforløb i området fra 5500 til 7100 omdr./min., og hvor ulemperne i det høje omdrejningsområde på grund af den foreskrevne omdrejningstalsbegrænser næsten ikke kunne mærkes.